# Lancaster megye (Pennsylvania)
Lancaster megye az Amerikai Egyesült Államokban, azon belül Pennsylvania államban található. Megyeszékhelye és legnagyobb városa Lancaster. Lakosainak száma 552 984 fő (2020. április 1.). Lancaster megye Dauphin, York, Harford, Cecil, Chester, Lebanon és Berks megyékkel határos.

## Népesség
A megye népességének változása:
| Lakosok száma | 520 305 | 523 612 | 526 436 | 529 600 | 536 624 | 552 984 |
|               | 2010    | 2011    | 2012    | 2013    | 2015    | 2020    |